# Z 5100
Les Z 5100 sont des éléments automoteurs électriques en acier inoxydable construits de 1953 à 1963. Premier matériel moderne d'après-guerre, ils ont assuré des dessertes omnibus jusqu'en 1998, principalement en banlieue parisienne.

## Description
Ce matériel a été étudié pendant les années 1940 sur la base des Z 3700. Les premières esquisses présentées dans une note de la Revue Générale des Chemins de Fer de 1948, reprenaient leur style, mais en différaient cependant déjà par la configuration motrice+remorque et la présence de tampons en face avant.
Ces automotrices devant circuler sur une banlieue Nord à électrifier également en 1500 V, les études ont finalement débouché sur un matériel sensiblement différent:
- pas d'adhérence totale, considérée comme superflue, mais une puissance suffisante pour les lignes à profil plus difficile de cette banlieue.
- pas d'articulation, gênante pour l'entretien et réduisant la capacité du fait du raccourcissement des caisses.
- emmarchement devant tenir compte de quais bas, semi-hauts ou hauts, sans les inconvénients de marchepieds rabattables.
- pas d'attelage automatique intégral, ce qui s'explique à l'époque par un manque de fiabilité des contacts électriques, mais obligeait à des interventions manuelles d'attelage et désaccouplement.
- comme leurs aînées les Z 3700, elles n'avaient malheureusement pas non plus de freinage électrique.

Les caisses étaient construites en tôles d'acier inoxydable (procédés Budd), mais selon un schéma esthétique différent, qui sera généralisé à toutes les futures constructions en acier inox de la SNCF.

## Historique et service
82 éléments ont été livrés en composition à deux caisses, Z motrice et ZS remorque avec cabine de conduite (requalifiées en ZRx en 1967). Cette composition Z+ZS utilisée de 1954 à 1967 autorisait des performances de démarrage élevées considérées rapidement comme superflues. Il sera donc progressivement ajouté une remorque intermédiaire (Z+ZR+ZS), en 1957 d'abord, puis de 1961 à 1963.
Pour le renforcement de la desserte d'Étampes et Dourdan en 1963, les 16 éléments affectés au dépôt de Paris-Sud-Ouest et déjà en formation Z+ZR+ZS, recevront encore une remorque de renfort (Z+ZR+ZR+ZS). Les performances passablement dégradées seront considérées comme encore suffisantes pour des trajets directs (Austerlitz-Juvisy-Brétigny).
L'alourdissement des éléments par l'adjonction d'une ou deux remorques intermédiaires a conduit à installer l'antipatinage électronique sur les motrices. Après le prototype 5120 en 1961, cette opération a été conduite en chaîne spéciale ou en révision courante, de mi-1964 à mi-1966. Elle s'est répercutée sur l'aspect extérieur par l'allongement du capot de résistances sur l'emplacement prévu à l'origine sur le toit pour un deuxième pantographe.
En 1965, juste avant l'arrivée des Z 5300 à Paris-Sud-Ouest, la répartition du parc était la suivante :
- 47 éléments à Villeneuve dont 42 à trois caisses et 5 à deux caisses :
  - Z 5101 à 5118, 5135 à 5159, 5170 à 5173
  - ZR 25101 à 25118, 25133 à 25152, 25162 et 25163, 25170 et 25171
  - ZRx 15101 à 15118, 15135 à 15159, 15170 à 15173
- 16 éléments à Paris-Sud-Ouest tous à quatre caisses :
  - Z 5119 à 5134
  - ZR 25119 à 25132, 25160 et 25161, 25172 à 25187
  - ZRx 15119 à 15134
- 19 éléments à Montrouge dont 13 à trois caisses et 6 à deux caisses :
  - Z 5160 à 5169, 5174 à 5182
  - ZR 25153 à 25159, 25164 à 25169
  - ZRx 15160 à 15169, 15174 à 15182

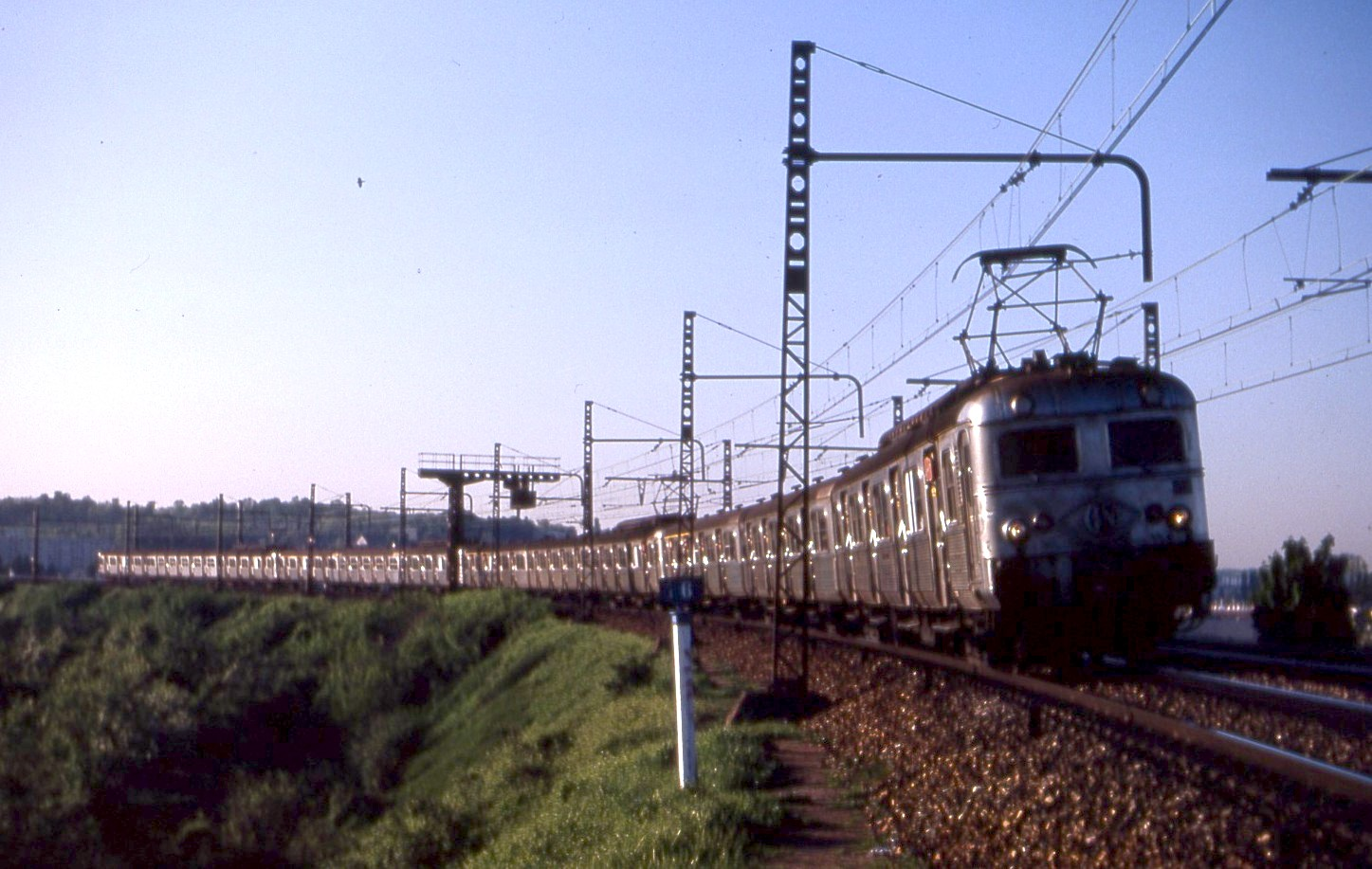
Un Melun-Paris à 12 caisses sur la Faucille à Villeneuve-St-Georges en 1990. La plus longue rame en service pour ce matériel

En 1966 et 1967, le parc de Paris-Sud-Ouest a cédé la place aux Z 5300. Les éléments, ramenés à trois caisses et libérant une remorque ZR, ont été répartis entre Villeneuve et Montrouge, permettant de compléter les compositions à deux caisses restantes. Sur le Sud-Est où circulaient des compositions jusqu'à 12 caisses, entre 3 et 5 éléments ont pris épisodiquement et à tour de rôle une composition à quatre caisses pour utiliser 5 remorques de 1963 libérées lors du transfert et sans affectation fixe depuis (ZR 25183 à 25187).
Après cet important mouvement de matériel, la répartition du parc était plus claire :
- 53 éléments à Villeneuve dont 3 à 5 à quatre caisses, le reste à trois :
  - Z 5101 à 5153
  - ZR 25101 à 25153, 25183 à 25187
  - ZRx 15101 à 15153
- 29 éléments à Montrouge tous à trois caisses
  - Z 5154 à 5182
  - ZR 25154 à 25182
  - ZRx 15154 à 15182

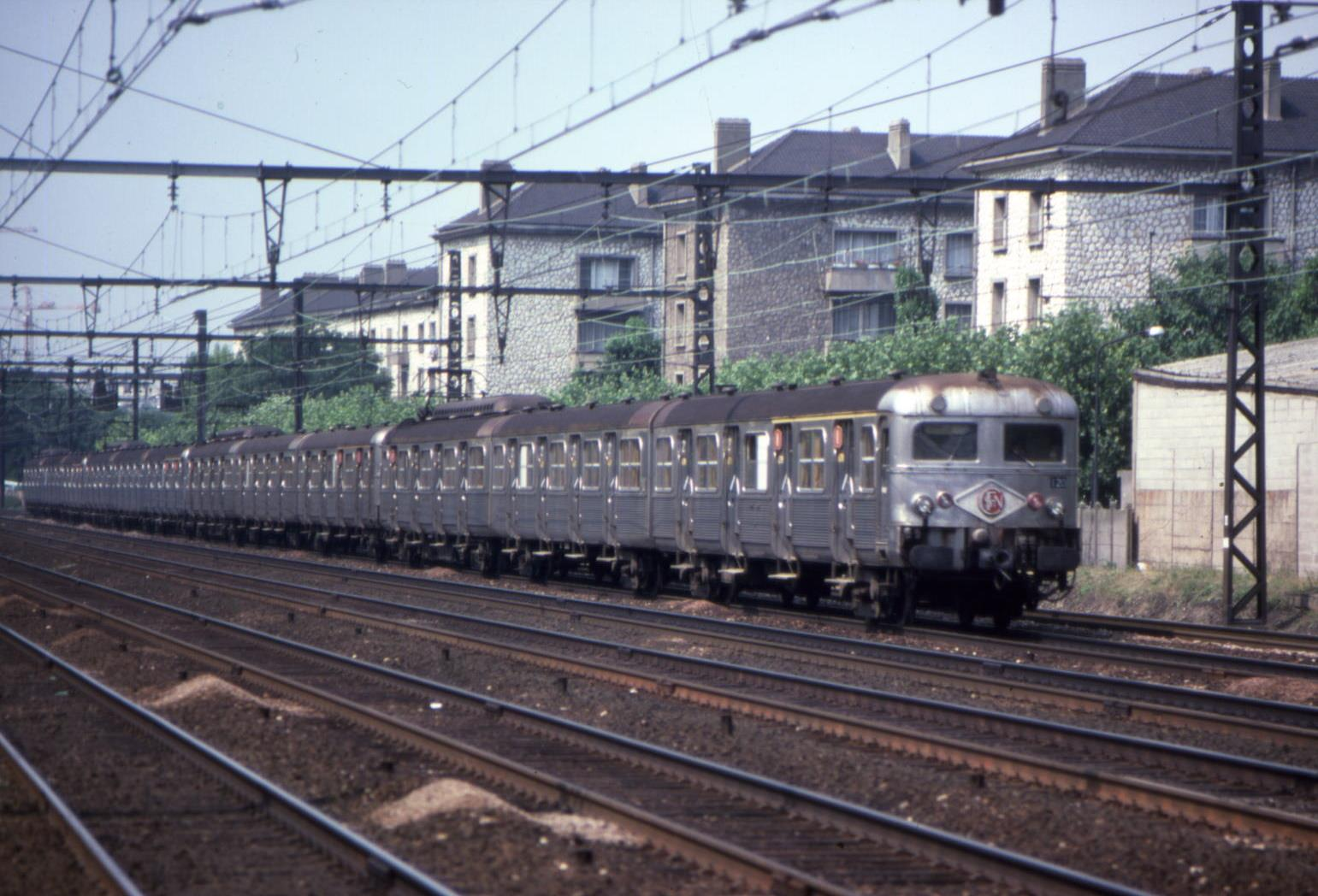
ce Paris-Melun lancé à 120 km/h à Maisons-Alfort est typique de la banlieue Sud-Est des années 70-80

Cette répartition a fluctué fortement en fonction des besoins. L'arrivée à Villeneuve de Z 5300 cédées par Paris-Sud-Ouest à la réception de Z 5300 neuves de 1972 à 1975 a permis d'équiper le dépôt de Montrouge avec 57 éléments. À l'inverse, à peine trois ans plus tard, l'ouverture du RER C nécessitant l'affectation de la quasi-totalité du parc de Z 5300 à Paris-Sud-Ouest a provoqué le déplacement à Villeneuve de 40 éléments, Montrouge n'en conservant que 17, les autres étant remplacés par des RIB76 bicourant neuves.
En 1975 ont débuté les grandes révisions générales (RG+) où les Z 5100 ont été partiellement modernisées. Il a été installé dans les motrices un convertisseur statique à thyristors pour l’amélioration de l’éclairage voyageurs et la charge des batteries. Un recâblage avec isolation néoprène a été effectué. Des travaux sur les toitures des motrices ont permis de remédier aux déformations dues aux rhéostats et de restaurer l'étanchéité à la pluie. Les banquettes sont passées du gris bleu d'origine à l’orange. Des feux rouges répondant aux nouvelles normes ont été montés aux extrémités des éléments.

En vue de limiter le bruit intense de freinage caractéristique de ce matériel, il a été monté à titre d’essai des semelles de freins composites d'abord sur 4 remorques intermédiaires ZR en 1964 (ZR 25118, 137, 138 et 140) puis sur les éléments 101, 121 et 176 en 1980. Ces modifications ne donnant pas satisfaction, elles n’ont pas été généralisées à la série. D'autres essais visant à diminuer le bruit et les vibrations de roulement par le montage de ressorts pneumatiques ont eu lieu entre 1972 et 1978 sur les ZRx 15167 et 15110, essais également sans suite. Ces défauts dus à la conception même des bogies dont la suspension avait été calculée pour des surcharges importantes ont conduit à équiper la dernière série de ZR (25153 à 25187) avec des bogies de type Y16 qui n'ont pas été non plus une grande réussite.

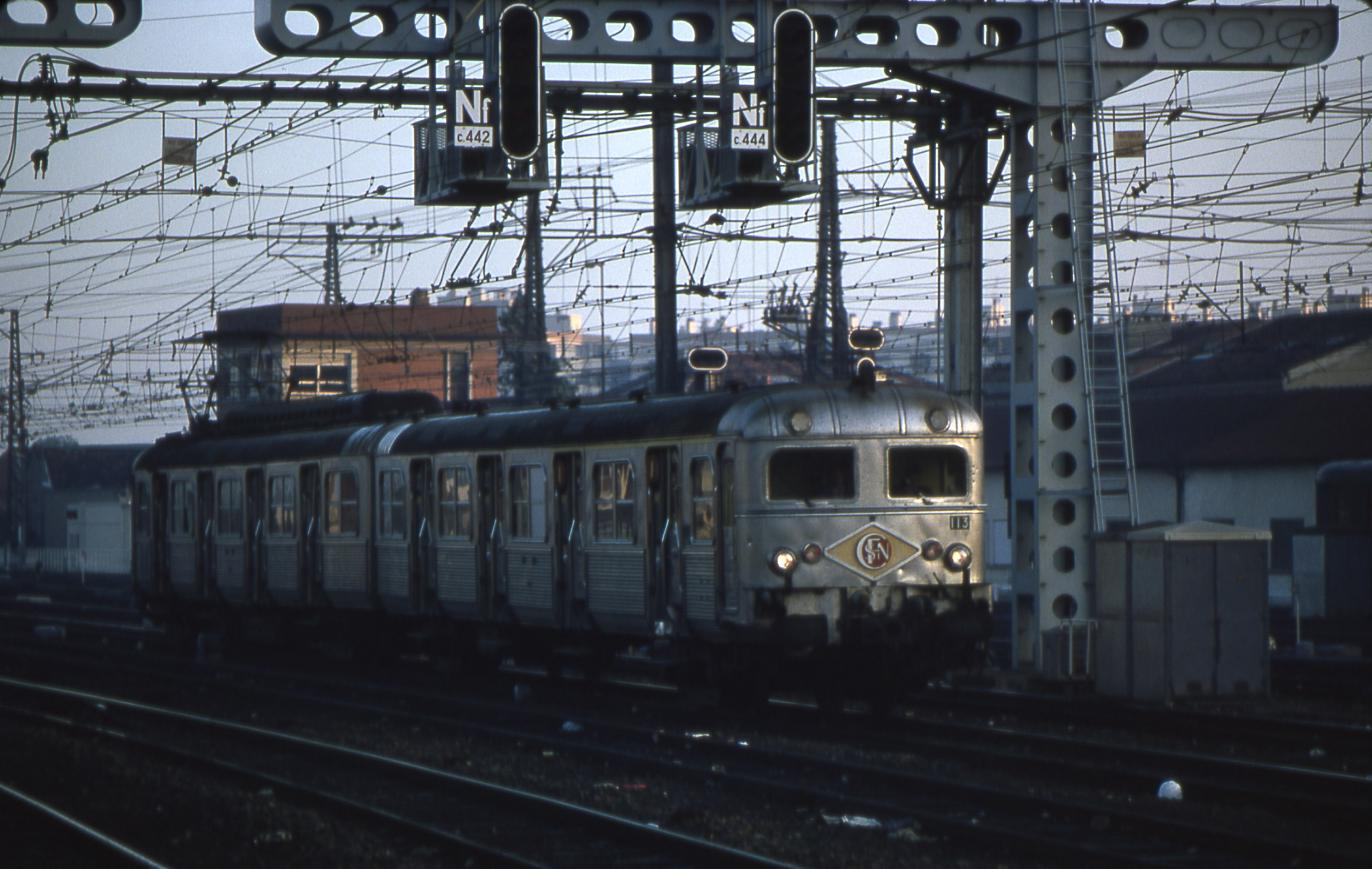
Z-5113 à Toulouse venant de St-Jory en 1990. La plus courte rame possible

À partir de 1982, les Z-5100 ont commencé à remplacer les Z 4100 en province, avec affectation à Tours-St-Pierre (jusqu'à 32 éléments). À noter des détachements de ce dépôt sur Toulouse pour les navettes avec le triage de Saint-Jory, où elles ont retrouvé la composition Z+ZRx, faute d'un quai assez long à Saint-Jory.

Hébergés par Paris-Saint-Lazare après l'adaptation au 750 V par 3e rail en 1985 et retour à deux caisses (Z+ZRx), six éléments, Z 5177 à 5182, rejoints par la Z 5176 après radiation de la Z 5179 ont relevé les dernières rames Standard Z 1500 sur Puteaux-Issy-Plaine. (voir page particulière).
Pour finir, Vénissieux en a accueilli 7. L'une d'entre elles (Z 5120) a fait des essais en Suisse pour la desserte de Genève-La Plaine, mais les CFF n'ont pas retenu cette proposition de location de la SNCF.
La série disparaîtra  de la banlieue en 1993. Les éléments subsistant seront regroupés à Tours-Saint-Pierre où ils seront amortis en fin de potentiel à partir de 1989. Trois éléments (119, 128, 137) continuent en navettes de service jusqu'en 1998.

## Dépôts d'attache
titulaires (dans l'ordre d'affectation) :
- 1953-1992 : Villeneuve
- 1957-1967 : Paris-Sud-Ouest
- 1957-1993 : Montrouge
- 1982-1998 : Tours-Saint-Pierre
- 1984-1993 : Paris-Saint-Lazare
- 1986-1990 : Vénissieux

détachements de courte durée (titulaire Tours-Saint-Pierre) :
- Toulouse
- Bordeaux

## Utilisation
Ce matériel a circulé :
- en banlieue parisienne :

1. Sud-Est (gare de Lyon) jusqu'en 1992 jusqu'à Melun[8], Montereau, Montargis
2. Sud-Ouest (gares de Quai d'Orsay, Pont-St-Michel et Austerlitz) pour les dessertes de 4e zone (Étampes et Dourdan) en remplacement de Z 4100 entre 1957 et 1967
3. Ouest (gare Montparnasse) jusqu'à Chartres et Le Mans de 1957 à 1993, ayant remplacé des rames à deux étages État et les Z-3600
4. sur la Grande Ceinture Juvisy-Versailles par périodes, de 1967 à 1975
5. sur Puteaux-Issy-Plaine à partir de 1985

- en ligne :

1. entre Paris et Laroche-Migennes pendant les périodes estivales dans les années 60
2. sur Paris-Orléans-Tours pendant les mois d'été dans les années 60
3. Tours-Poitiers de manière régulière à partir de 1982[9]
4. Orléans-Tours également à partir de 1982[9]
5. Orléans-Étampes également à partir de 1982[9]
6. Orléans-Limoges-Brive également à partir de 1982[9]
7. autour de Bordeaux vers les lignes de Gazinet/Langon et Le Verdon jusqu'en 1994 (avec échange hebdomadaire depuis Poitiers jusqu’à Coutras en rame vide : W)[9]
8. autour de Lyon sur Mâcon-Valence et Lyon-Ambérieu

- en navettes :

1. sur Les Aubrais-Orléans et St-Pierre-des-Corps-Tours jusqu'en septembre 1998 avec circulation en véhicule entre ces deux chefs-lieux de départements[10]
2. sur Toulouse-St-Jory et Trappes. Cette utilisation pour les besoins du service a été la dernière de la série

## Compositions particulières
Comme indiqué plus haut, les éléments 5118, 136 et 137, puis 143 à 145, puis 121 à 126 ont intégré une des remorques ZR 25183 à 25187 sans emploi à partir de 1967. La faible motorisation qui en découlait les a fait utiliser de préférence avec un élément à 3 caisses sur la desserte de Paris à Corbeil qui se contentait de rames de 7 ou 8 caisses. Cette pratique a cessé en 1975. 4 de ces remorques ont été utilisées pour remplacer une titulaire avariée et amortie (25106, 150, 176, 178 remplacées par 183, 184, 187, 186), la 25185 ayant été envoyée à la ferraille après 12 ans d'inactivité.

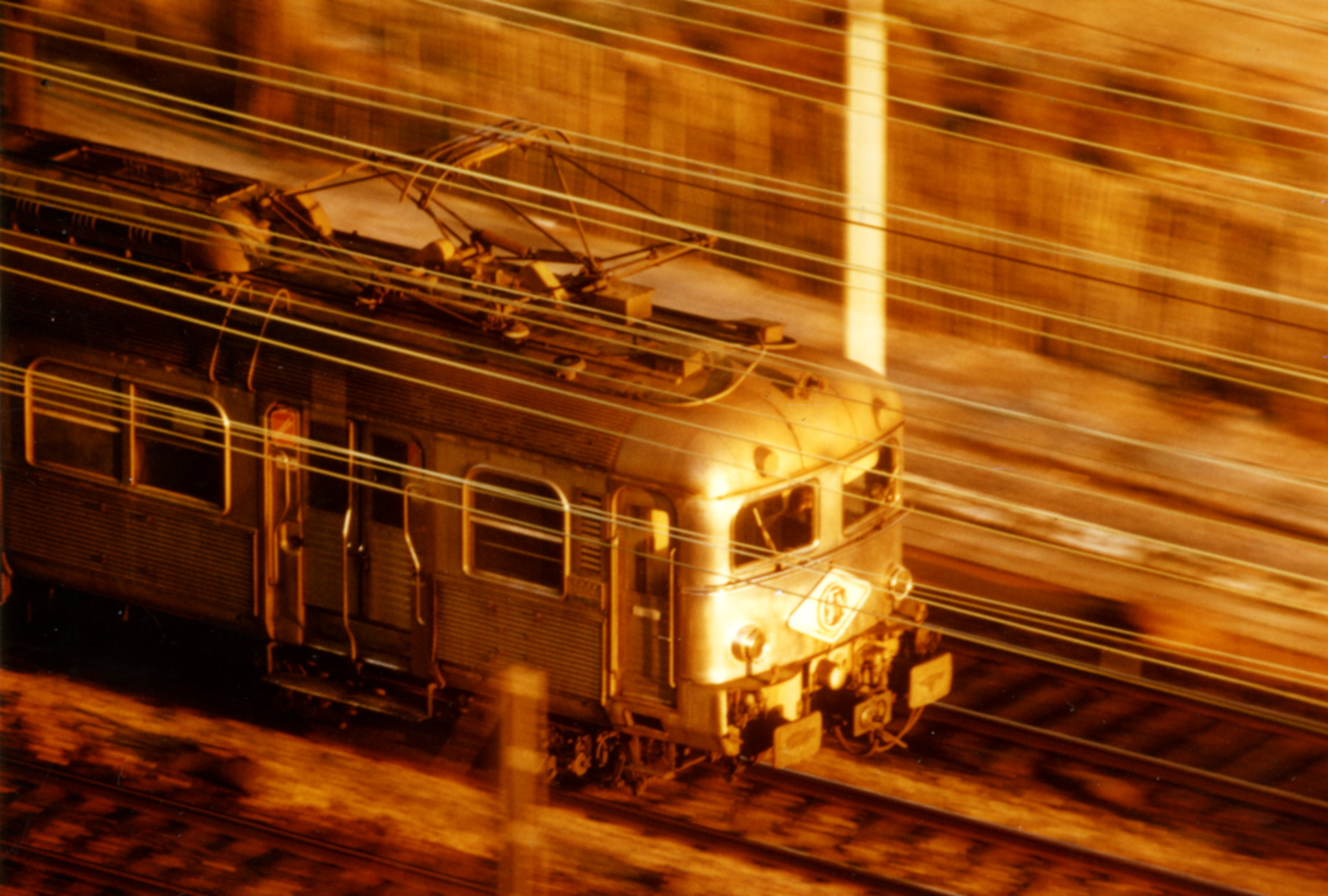
Glissé-filé sur la Z-5148 au coucher du soleil, Vanves 1973. Elle n'a pas encore ses feux rouges

À la suite d'incidents sérieux ayant immobilisé plusieurs remorques avec cabine de conduite (ZRx), deux éléments de composition Z+ZR+Z ont été créés pour atténuer les conséquences de ces incidents. En 1963, un élément 5106+25117+5144 a été formé et essayé, mais n'a pas circulé en service voyageurs, faute de compartiment de 1re classe. En 1980, c'est un élément 5150+25184+5103 qui a été formé et a circulé pendant plusieurs mois, le déficit en matériel étant tel que l'absence du compartiment de 1re de la ZRx a été "oubliée".
Autre curiosité, des rames de 18 ou 21 caisses sorties du dépôt de Villeneuve pour la pointe du soir en 1963, mais pas en service voyageurs (en fait, il s'agissait du regroupement de deux rames de 9 ou 12 pour le transfert vers la gare de Lyon).

## Automotrices préservées
- Un élément automoteur est en cours de restauration par le COPEF, constitué de la motrice ZBD 5119 et des remorques ZRBz 25137 et ZRABx 15149[11]. Ces trois véhicules proviennent des deux derniers éléments retirés du service en 1998 : les 119 et 137.
- Z 5177 détenue par l'association Métro (vandalisée, dans un état très dégradé)[12]

## Modélisme
Les Z 5100 (et leurs remorques) ont été reproduites à l'échelle HO par les firmes suivantes :
- VB à partir de 1958
- Jouef de 1967 à 1988
- Les Éditions Atlas en 2015, dans le cadre de la collection "Automotrices des réseaux français" (modèle statique principalement en plastique).
- Mistral (Actes Europ Express) annonce des coffrets 2 éléments (ZBD 5100 + ZRABx 15100) et des remorques ZRB 25100 pour 2022.